# فرودگاه بین‌المللی لا ایزبلا
فرودگاه بین‌المللی لا ایزبلا (به انگلیسی: La Isabela International Airport) (به زبان بومی: Aeropuerto Internacional Dr. Joaquin Balaguer) یک فرودگاه همگانی بهره‌برداری هوایی با کد یاتا JBQ است که یک باند فرود آسفالت دارد و طول باند آن ۱۵۰۰ متر است. این فرودگاه در شهر سانتو دومینگو کشور جمهوری دومینیکن قرار دارد و در ارتفاع ۱۵ متری از سطح دریا واقع شده است.